# Flint (stacja kolejowa)
Flint (ang: Flint railway station) – stacja kolejowa w miejscowości Flint, w hrabstwie Flintshire, w Walii. Znajduje się na North Wales Coast Line i jest zarządzana przez Arriva Trains Wales, które obsługują większość pociągów pasażerskich. Istnieją pewne połączenia, które obsługuje Virgin Trains.
W lipcu 2008 ta stacja została wybrana jako najlepsza w Wielkiej Brytanii.

## Połączenia
Od poniedziałku do soboty, Stacja jest obsługiwana przez dwie główne trasy, z których obie kursują co godzinę:
- Manchester Piccadilly – Llandudno
- Birmingham International lub Cardiff Central – Holyhead.

Istnieją pewne połączenia Virgin Trains pomiędzy Holyhead/Bangor i London Euston. Także w dni powszednie połączenie między Birmingham New Street i Crewe-Bangor/Holyhead.

## Linie kolejowe
- North Wales Coast Line